# Mpesela Ntlot'soeu
Mpesela Ntlot'soeu (* 17. Januar 1977) ist ein ehemaliger lesothischer Leichtathlet.

## Karriere
Bei den Leichtathletik-Weltmeisterschaften 2003 belegte er den 67. Platz des Marathonlaufes.
Er trat bei den Olympischen Sommerspielen 2004 im Marathonlauf der Männer an und erreichte hier den 70. Platz.